# Daniel Pedoe
Daniel Pedoe (* 29. Oktober 1910 in London; † 27. Oktober 1998 in Saint Paul, Minnesota) war ein britischer Mathematiker und Geometer mit polnischen Wurzeln.
Pedoe studierte am Magdalene College der Cambridge University (bei Frank P. Ramsey). 1935 war er zu einem Studienaufenthalt bei Solomon Lefschetz am Institute for Advanced Study in Princeton, New Jersey. 1937 wurde er in Cambridge zum Ph. D. promoviert. Bis 1952 wirkte er an verschiedenen Universitäten in Großbritannien. Er ging 1952 nach Khartum und wechselte 1959 an die National University of Singapore und 1962 an die Purdue University in den USA. 1964 erhielt er einen Ruf auf einen Lehrstuhl an der University of Minnesota, wo er 1981 emeritiert wurde.
Er ist bekannt als Autor von Fachartikeln und Büchern im Bereich Geometrie sowie für seine Zusammenarbeit mit William Vallance Douglas Hodge, mit dem er das 3-bändige Werk Methods of Algebraic Geometry verfasste. Zusammen mit Hidetoshi Fukagawa schrieb er das Buch Japanese Temple Geometry Problems: San Gaku.
1962 hielt er einen Vortrag auf dem Internationalen Mathematikerkongress in Stockholm (A fundamental theorem in projective geometry).